# Argemone polyanthemos
Argemone polyanthemos (Fedde) Ownbey – gatunek rośliny z rodziny makowatych (Papaveraceae Juss.). Występuje naturalnie w Stanach Zjednoczonych. 

## Rozmieszczenie geograficzne
Rośnie naturalnie w Stanach Zjednoczonych – na obszarze od środkowo-północnego Teksasu na południu aż po wschodni Wyoming i południowo-zachodnią część Dakoty Południowej na północy. Według innych źródeł został zaobserwowany w stanach Waszyngton, Idaho, Kalifornia, Arizona, Utah, Wyoming, Kolorado, Nowy Meksyk, Teksas, Oklahoma, Kansas, Nebraska, Dakota Południowa, Dakota Północna, Iowa, Missouri, Illinois oraz Indiana. 

## Morfologia
PokrójRoślina jednoroczna lub dwuletnia dorastająca do 40–80 cm wysokości. Łodyga jest lekko pokryta kolcami.
LiścieSą pierzasto-klapowane, kolczaste.
KwiatyPłatki mają białą (rzadziej fioletowa) barwę i osiągają do 35–50 mm długości. Kwiaty mają około 150 wolnych pręcików o żółtych nitkach. Zalążnia zawiera 3 lub 4 owocolistki.
OwoceTorebki o elipsoidalnym kształcie. Są pokryte kolcami. Osiągają 35–50 mm długości i 10–17 mm szerokości.

## Biologia i ekologia
Rośnie na łąkach. Występuje na wysokości od 500 do 2300 m n.p.m.